# Reanimation
Reanimation är ett album av Linkin Park med remixade låtar från albumet Hybrid Theory. Det släpptes i juli 2002.

## Låtlista
1. "Opening"
2. "Pts.OF.Athrty"
3. "Enth E Nd"
4. "[Chali]"
5. "frgt/10"
6. "P5hng Me A*wy"
7. "Plc. 4 Mie Hæd"
8. "X-ecutioner Style"
9. "H! Vltg3"
10. "[Riff Raff]"
11. "Wth>You"
12. "Ntr\Mssion"
13. "Ppr:Kut"
14. "Rnw@y"
15. "My<Dsmbr"
16. "[Stef]"
17. "By_Myslf"
18. "Kyur4 th Ich"
19. "1stp Klosr"
20. "Krwlng"